# Battlefield 6
Battlefield 6 ist ein First-Person-Shooter, der von den unter der Dachmarke Battlefield Studios stehenden Unternehmen DICE, Motive Studios, Criterion Games entwickelt und von Electronic Arts vertrieben wird. Es ist der vierzehnte Teil der Battlefield-Serie. Das Spiel soll am 10. Oktober 2025 für Microsoft Windows, PlayStation 5 und Xbox Series veröffentlicht werden.

## Handlung, Setting und Modi
Der Einzelspielermodus von Battlefield 6, die sogenannte Globale Kampagne, spielt im Jahr 2027. Seit dem Ende des Zweiten Weltkriegs bestehende Freundschaften zwischen verschiedenen Staaten sind nicht mehr. Auch das Militärbündnis NATO existiert nicht mehr in seiner bisherigen Ausprägung. Der Spieler ist Mitglied einer US-amerikanischen Spezialeinheit namens Dagger 13. Eine private und hochgerüstete Militärorganisation namens Pax Armata nimmt die Rolle des Antagonisten ein.
Battlefield 6 verfügt im Mehrspielermodus über verschiedene Einsatzszenarien: Eroberung bzw. Conquest, Durchbruch bzw. Breakthrough, Rush, King of the Hill, Vorherrschaft bzw. Domination, Team Deathmatch, Squad Deathmatch und Escalation.
Battlefield 6 bietet im Mehrspielermodus, wie bereits viele seiner Vorgänger, insgesamt 4 Klassen, aus denen der Spieler auswählen kann: Sturmsoldat (Assault), Pionier (Engineer), Versorgungssoldat (Support), Aufklärer (Recon).
Das Spiel verfügt am Tag seiner Veröffentlichung im Mehrspielermodus über neun Karten namens: Belagerung von Kairo (Handlungsort: Kairo), Iberische Offensive (Handlungsort: Gibraltar), Liberation Peak (Handlungsort: Tadschikistan), Operation Firestorm (Handlungsort: Iran), Saints Quarter (Handlungsort: Gibraltar), Mirak-Tal, Neu-Sobek (Handlungsort: Kairo), Empire State (Handlungsort: Brooklyn) und Manhattan Bridge (Handlungsort: Manhattan). Die verschiedenen Mehrspielermodi und Karten lassen 16 bis 64 Spieler zu. Mit Veröffentlichung beinhaltet Battlefield 6 49 Waffen und 19 Fahrzeuge, Helikopter und Flugzeuge. Wie bei anderen Spielen aus der Battlefield-Serie sollen in den Monaten nach Veröffentlichung weitere Karten und Waffen ergänzt werden. Darüber hinaus kann der Spieler in Battlefield 6 eigene Karten kreieren und darauf aufbauend als Administrator Spielmodi auswählen sowie weitere Spieloptionen, Regeln und Individualisierungen einstellen und aufstellen.

## Marketing und Verkaufsversionen
Der Einzelspielermodus wurde am 24. Juli 2025 mit einem Trailer vorgestellt. Am 31. Juli 2025 wurde sowohl der Mehrspielermodus vorgestellt, als auch das Veröffentlichungsdatum bekanntgegeben.
Das Spiel wird als Standard Edition und Phantom Edition vertrieben. Während die Standard-Edition aus dem Basispiel besteht, setzt sich die Phantom-Edition aus dem Basispiel und mehreren kosmetischen Zusatzinhalten zusammen. Käufer der Standard-Edition können ihr Spiel auf die Phantom-Edition aufwerten.